# 赫哲族魚皮服飾

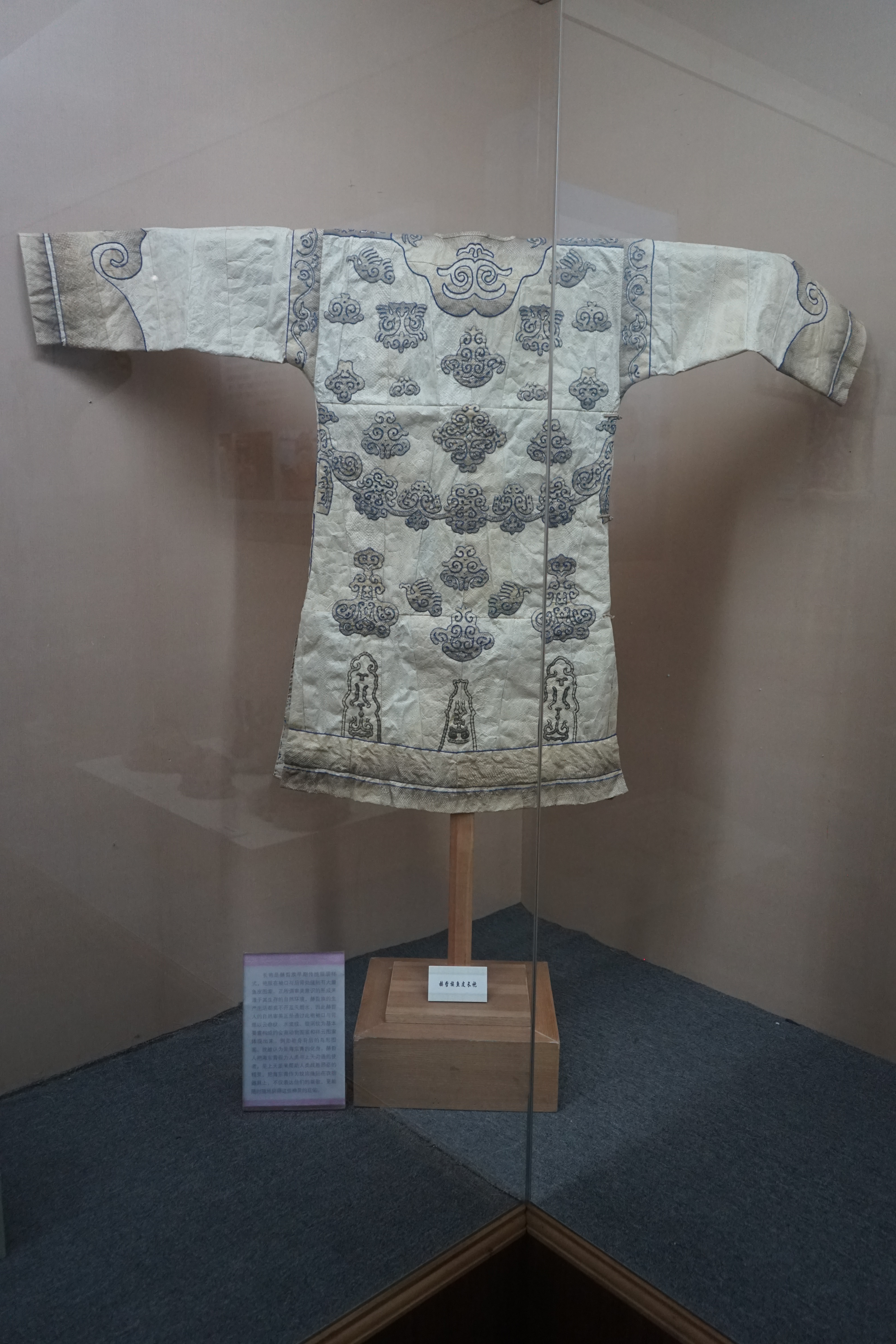
赫哲族魚皮長袍

赫哲族人的服飾，夏天多以魚皮製成，而冬天則採用獸皮。自從赫哲族人與其他民族接觸後，棉布輸入當地，漸漸取代了魚皮，導致現今魚皮服飾已不常見，多保存於博物館之中。

## 材料
赫哲族人常以鮠魚、鮭魚、遮鱸魚等來當作製成衣服的材料，而狗魚皮也可以當作材料之一，野生魚皮具有天然的魚鱗和獨特的花紋，可以表現出自然的美感，同時它能夠染成彩色，當作衣服的邊緣以及裝飾的材料。此外，魚皮衣的縫線也是用魚皮所製成的。

## 製法
先用木刀將魚皮剝下，當兩面的魚皮剝至腹部時，再用手把魚皮撕下來，保持魚皮的完整性。接著用火烤烘乾，去掉魚鱗，再一張一張捲緊，放在木槽中用無鋒的鐵斧或是特製的木斧反復棰打、翻動、揉搓，直到魚皮柔軟，泛白為止。而關於魚皮線的製法，則是在魚皮上塗抹魚油，使魚皮充分得到滋潤，將魚皮捲起來後壓實，再剪裁成線狀，陰乾後的魚皮線十分有韌性。因為魚皮的大小各有不同，因此要先將揉製好的魚皮擺開，按顏色深淺、鱗紋大小篩選擺放，必須充分考慮搭配以及接口的對稱性，再將其用魚皮線、魚骨針拼縫成大塊的魚皮布。

## 魚皮套褲
穿法為直接套在褲子外，主要是捕魚和勞動時穿的，冬季可抗寒保暖，春秋可防水護膝，大都繡有花紋或鑲有花邊。而款式的差別，男式的上端為斜口，女式的上端為齊口，上端皆已魚皮鑲邊，並且扣有一環皮帶固定用，若有破損，則用獸皮縫補。

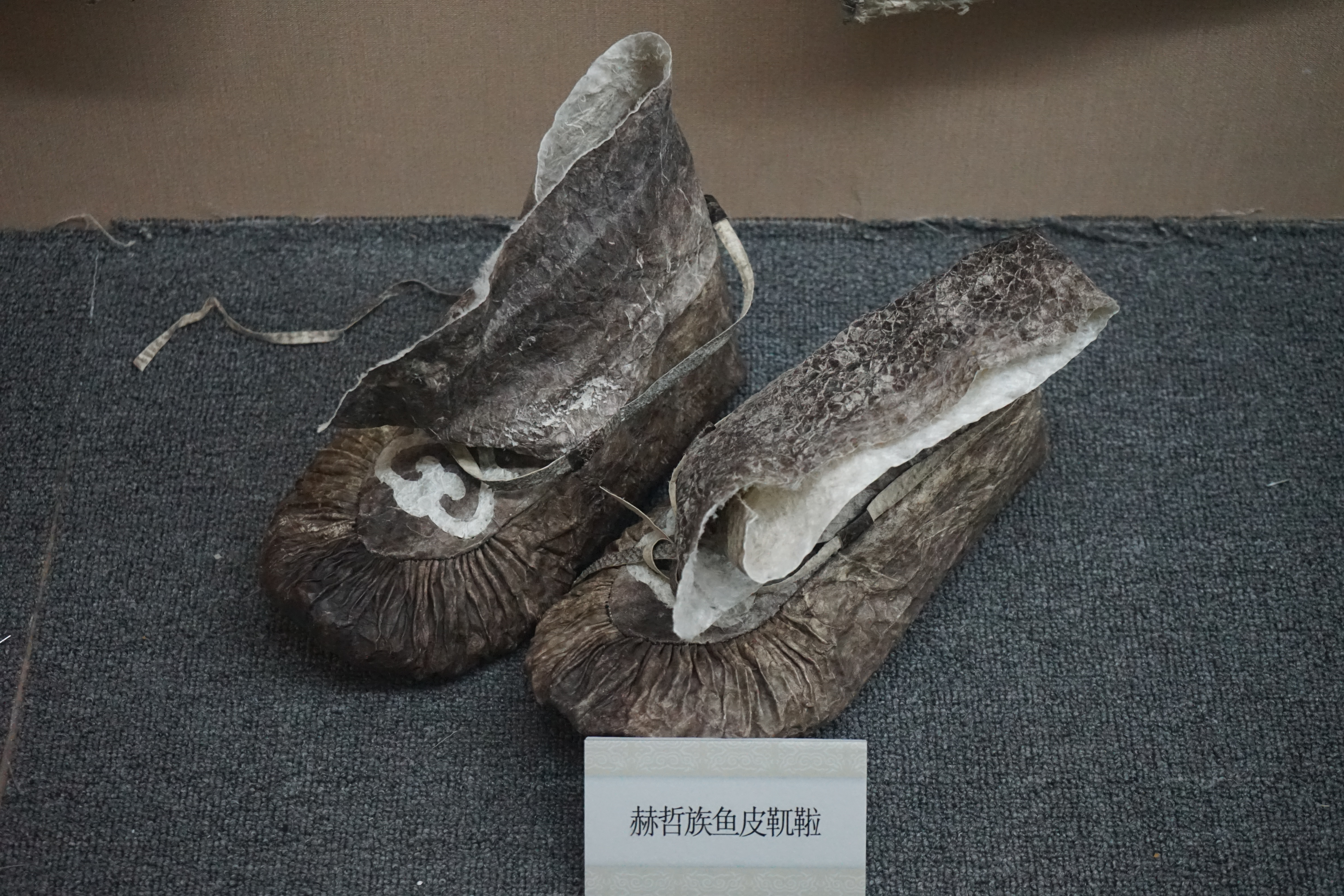
赫哲族鱼皮靰鞡

## 魚皮靰鞡
圓筒形的靴子，鞋帶由繩子或是皮條製成。魚皮鞋結實又保暖，具有抗寒、防水、防滑的功能，適合在冰上或泥濘的道路上行走，以及便於從事漁獵的生產。而它最簡單的做法，則是用一塊長35公分，寬21公分的魚皮，在一端剪一條縫隙，再剪一個半圓當作鞋口，縫合即成。